# Ґрабовська-Гута
Ґрабовська-Гута (пол. Grabowska Huta, нім. Grabaushütte) — село в Польщі, у гміні Нова Карчма Косьцерського повіту Поморського воєводства.
Населення — 174 особи (2011).
У 1975-1998 роках село належало до Гданського воєводства.

## Демографія
Демографічна структура станом на 31 березня 2011 року:
|          | Загалом | Допрацездатний вік | Працездатний вік | Постпрацездатний вік |
| -------- | ------- | ------------------ | ---------------- | -------------------- |
| Чоловіки | 85      | 19                 | 60               | 6                    |
| Жінки    | 89      | 32                 | 47               | 10                   |
| Разом    | 174     | 51                 | 107              | 16                   |